# Eleição parlamentar na Turquia em 2023
A eleição parlamentar na Turquia foi realizada a 14 de maio de 2023, no mesmo dia da 1.ª volta da eleição presidencial. A eleição servia para eleger os 600 deputados do parlamento, com a barreira eleitoral a ser reduzida de 10% para 7% (isenta para partidos que concorram dentro de alianças).
A Aliança Popular, liderada pelo Partido da Justiça e Desenvolvimento de Erdogan voltou a conquistar a maioria parlamentar ao obter cerca de 50% dos votos e 323 deputados.
Por contraponto, a principal coligação da oposição, a Aliança da Nação, não cresceu como esperado e ficou longe de retirar a maioria parlamentar à coligação de Erdogan.
Por fim, destacar a ligeira queda na votação da coligação do principal partido da minoria curda.

## Partidos Concorrentes
A lista apresentada refere-se apenas aos principais partidos e alianças eleitorais:
| Aliança | Aliança                         | Partido                              | Partido                               | Partido                     | Ideologia                                  | Líder                |
| ------- | ------------------------------- | ------------------------------------ | ------------------------------------- | --------------------------- | ------------------------------------------ | -------------------- |
|         | Aliança Popular                 |                                      | Partido da Justiça e Desenvolvimento  | AKP                         | Erdoğanismo                                | Recep Tayyip Erdoğan |
|         | Aliança Popular                 | Partido de Ação Nacionalista         | MHP                                   | Nacionalismo turco          | Devlet Bahçeli                             |                      |
|         | Aliança Popular                 | Partido da Grande Unidade            | BBP                                   | Nacionalismo turco-islâmico | Mustafa Destici                            |                      |
|         | Aliança Popular                 | Novo Partido da Prosperidade         | YRP                                   | Islamismo                   | Fatih Erbakan                              |                      |
|         | Aliança da Nação                |                                      | Partido Republicano do Povo           | CHP                         | Kemalismo                                  | Kemal Kılıçdaroğlu   |
|         | Aliança da Nação                | Partido do Bem                       | İYİ                                   | Conservadorismo liberal     | Meral Akşener                              |                      |
|         | Aliança do Trabalho e Liberdade |                                      | Partido do Futuro Verde e de Esquerda | YSGP                        | Ecossocialismo/Interesses da minoria curda | Çiğdem Kılıçgün Uçar |
|         | Aliança do Trabalho e Liberdade | Partido dos Trabalhadores da Turquia | TİP                                   | Comunismo                   | Erkan Baş                                  |                      |
|         | Aliança Ancestral               |                                      | Partido da Vitória                    | ZP                          | Ultranacionalismo                          | Ümit Özdağ           |
|         | Aliança Ancestral               | Partido da Justiça                   | AP                                    | Conservadorismo liberal     | Vecdet Öz                                  |                      |

## Resultados Oficiais
| Partido/Aliança                 | Partido/Aliança                      | Partido/Aliança                       | Votos          | %               | +/-       | Deputados | +/-  |
| ------------------------------- | ------------------------------------ | ------------------------------------- | -------------- | --------------- | --------- | --------- | ---- |
|                                 |                                      | Partido da Justiça e Desenvolvimento  | 19 187 170     | 35,56 / 100,00  | 7,00      | 268 / 600 | 27   |
|                                 | Partido de Ação Nacionalista         | 5 421 800                             | 10,05 / 100,00 | 1,05            | 50 / 600  | 1         |      |
|                                 | Novo Partido da Prosperidade         | 1 510 745                             | 2,80 / 100,00  | Novo            | 5 / 600   | Novo      |      |
|                                 | Partido da Grande Unidade            | 524 881                               | 0,97 / 100,00  | Novo            | 0 / 600   | Novo      |      |
| Aliança Popular                 | Aliança Popular                      | 26 644 596                            | 49,38 / 100,00 | 4,28            | 323 / 600 | 21        |      |
|                                 |                                      | Partido Republicano do Povo           | 13 675 902     | 25,34 / 100,00  | 2,69      | 169 / 600 | 23   |
|                                 | Partido do Bem                       | 5 225 196                             | 9,68 / 100,00  | 0,28            | 43 / 600  | Estável   |      |
| Aliança da Nação                | Aliança da Nação                     | 18 901 098                            | 35,02 / 100,00 | 1,07            | 212 / 600 | 23        |      |
|                                 |                                      | Partido do Futuro Verde e de Esquerda | 4 800 607      | 8,90 / 100,00   | 2,80      | 61 / 600  | 6    |
|                                 | Partido dos Trabalhadores da Turquia | 954 547                               | 1,77 / 100,00  | Novo            | 4 / 600   | Novo      |      |
| Aliança do Trabalho e Liberdade | Aliança do Trabalho e Liberdade      | 5 755 154                             | 10,67 / 100,00 | 1,03            | 65 / 600  | 2         |      |
|                                 |                                      | Partido da Vitória                    | 1 211 917      | 2,25 / 100,00   | Novo      | 0 / 600   | Novo |
|                                 | Partido da Justiça                   | 108 713                               | 0,20 / 100,00  | Novo            | 0 / 600   | Novo      |      |
| Aliança Ancestral               | Aliança Ancestral                    | 1 320 630                             | 2,45 / 100,00  | Novo            | 0 / 600   | Novo      |      |
|                                 | Outros partidos (com menos de 1,00%) | Outros partidos (com menos de 1,00%)  | 1 343 720      | 2,50 / 100,00   |           | 0 / 600   |      |
| Votos Inválidos                 | Votos Inválidos                      | Votos Inválidos                       | 1 393 311      | 2,52 / 100,00   | 0,46      |           |      |
| Total                           | Total                                | Total                                 | 55 356 081     | 100,00 / 100,00 |           | 600 / 600 |      |
| Eleitorado/Participação         | Eleitorado/Participação              | Eleitorado/Participação               | 64 145 504     | 87,05 / 100,00  | 0,83      |           |      |
| Fonte                           | Fonte                                | Fonte                                 | YSK            | YSK             | YSK       | YSK       | YSK  |